# Messagebase
Messagebase ist die vor allem im FidoNet und vergleichbaren Mailboxnetzen gebräuchliche Bezeichnung für die Datenbank, die alle auf einem System unmittelbar lesbaren Nachrichten enthält.
Verwaltet wird sie durch einen Tosser, der dafür zuständig ist, neu erhaltene Nachrichten einzusortieren, lokal auf dem System geschriebene Nachrichten zum Versand zu exportieren und sie zu pflegen, also zu alte oder defekte Nachrichten zu löschen und eine Art Defragmentierung vorzunehmen.
Zum Lesen und Schreiben von Nachrichten benutzt men einen speziellen Editor, der in der Lage ist, das jeweilige Messagebase-Format zu bearbeiten und ähnlich wie ein kombiniertes E-Mail- / Newsreader-Programm funktioniert.
Bekannte Messagebase-Formate:
- Hudson
- Squish
- JAM
- *.MSG (Verzeichnis mit einzelnen Nachrichtendateien und Indexdateien)